# Islote Blanco (Cabo Verde)
Islote Blanco o Islote Branco (en portugués: Ilhéu Branco) es un islote en el grupo de Barlovento del archipiélago de Cabo Verde. Branco se encuentra flanqueado por la isla de Santa Luzia en el noroeste y por el islote Raso en el sureste.
Se encuentra deshabitado, excepto por las aves, siendo conocido el islote por su guano y la vida marina circundante. También fue junto al islote Raso uno de los lugares donde habitaba el lagarto gigante de Cabo Verde (Macroscincus coctei), especie que se considera extinta, y anteriormente fue también el hogar de la Alondra de Raso (Alauda razae), especie en peligro crítico de extinción.